# Identitás, Hagyomány, Szuverenitás
Az Identitás, Hagyomány, Szuverenitás (angolul: Identity, Tradition and Sovereignty) egy politikai csoportosulás az Európai Parlamentben. Tagjai szélsőséges nacionalisták és szélsőjobboldaliak. A tagok közös alapító okiratukat 2007. január 9-én írták alá, és juttatták el a parlament elnökéhez, Josep Borrellhez. Hivatalos elismerésére január 15-én került sor. 2007. november 14-én formálisan megszűnt, mivel a Nagy-Románia Párt képviselői egy vita után kiléptek.

## Tagjai

### Ausztria
Egy tag: Osztrák Szabadságpárt (FPÖ) (Andreas Mölzer)

### Belgium
Három tag: Vlaams Belang (Philip Claeys, Koenraad Dillen, Frank Vanhecke)

### Bulgária
Három tag: Támadás Párt (Dimitar Sztojanov, Szlavcso Binev, Dimitar Csukolov)

### Franciaország
Hét tag: Nemzeti Front (Bruno Gollnisch, Carl Lang, Jean-Marie Le Pen, Marine Le Pen, Fernand Le Rachinel, Jean-Claude Martinez, Lydia Schenardi)

### Olaszország
Két tag:
- Alternativa Sociale (Alessandra Mussolini)
- Háromszínű Láng Szociális Mozgalom (Luca Romagnoli)

### Románia
Öt tag: Nagy-Románia Párt (Daniela Buruiană, Eugen Mihăescu, Viorica Moisuc, Petre Popeangă, Cristian Stănescu)

### Egyesült Királyság
Egy tag: független (Ashley Mote)

## Kritikája, ellentmondásai
- Bruno Gollnisch ellen holokauszttagadás miatt folyik eljárás.
- Dimitar Sztojanov indított e-mailes lejárató kampányt a magyarországi roma származású képviselő, Járóka Lívia ellen a korábbiakban: „…akár még vehetsz is magadnak egy [cigány] feleséget, 12 vagy 13 éveset…”[1]
- Alessandra Mussolini Benito Mussolini unokája.
- Más, a csoportosulással kapcsolatos személyek állítólag támogatták Franco tábornokot vagy a nemzetiszocializmust.